# ピーター・ハウトマン
ピーター・ハウトマン（Peter Houtman、1957年6月4日 - ）は、オランダ・ロッテルダム出身の元同国代表サッカー選手。現役時代のポジションはFW。
1970～80年代のエールディヴィジを代表するストライカーで、主にFCフローニンゲンとフェイエノールトで活躍した。プロ2年目のフローニンゲンで23得点を挙げ、82-83シーズンにはフェイエノールトで30得点を記録し、エールディヴィジ得点王に輝いた。エールディヴィジでは通算150ゴールを決め、1993年にSBVエクセルシオールで現役を引退した。現在はフェイエノールトのホームスタジアムフェイエノールト・スタディオンでスタジアムスピーカーを務めている。

## タイトル

### クラブ
FCフローニンゲン
- エールステ・ディヴィジ : 1回 (1979-80)

 フェイエノールト
- エールディヴィジ : 1回 (1983-84)
- KNVBカップ : 1回 (1983-84)

### 個人
- エールディヴィジ得点王 : 1回 (1980-81)
- エールステ・ディヴィジ得点王 : 2回 (1977-78, 1979-80)
- UEFAカップ得点王 : 1回 (1986-87)